# Liste de personnalités liées à Orléans

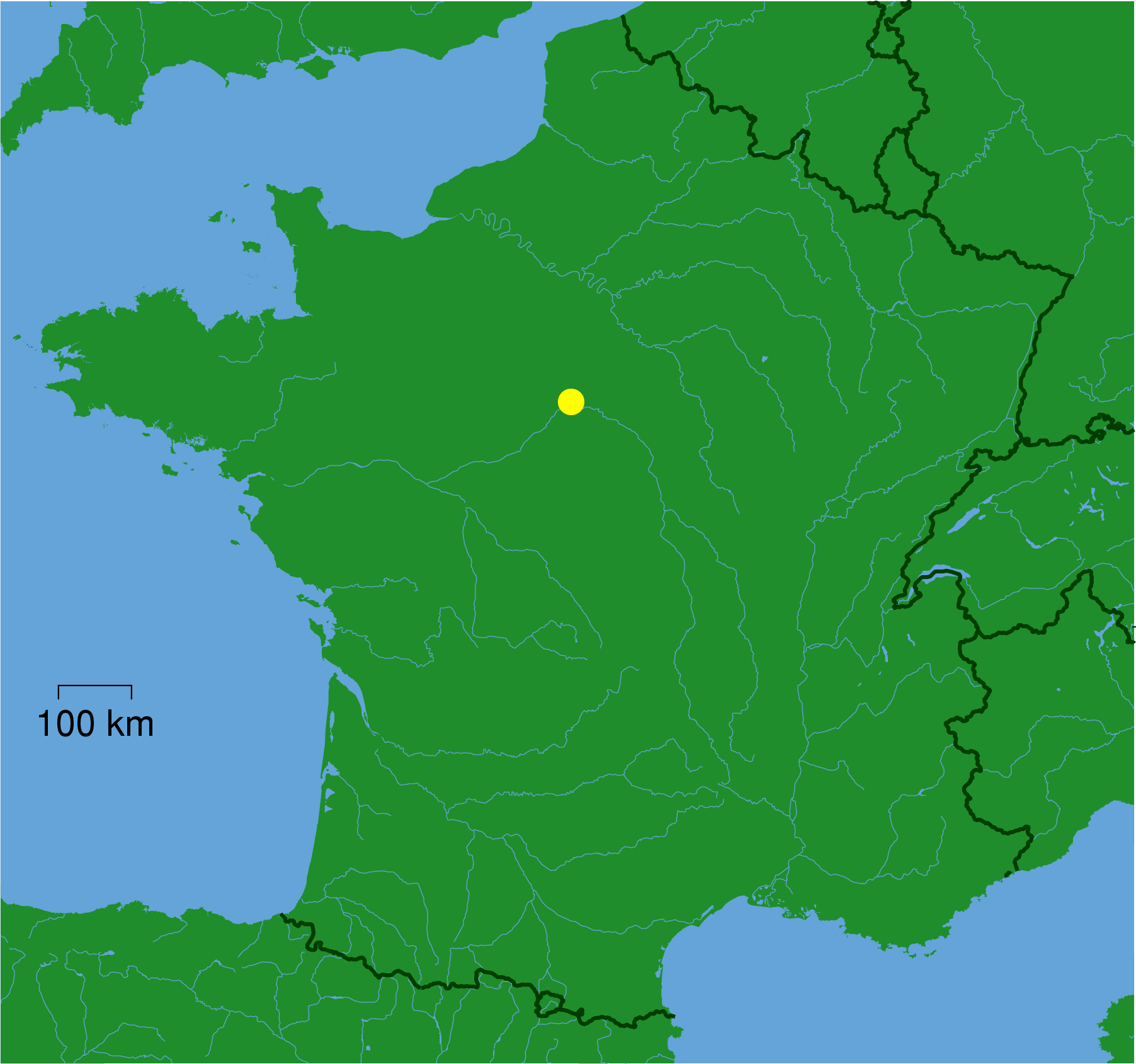
Localisation de la ville d'Orléans (point jaune) sur une carte de France

La liste les personnalités liées à Orléans répertorie les personnalités ayant un lien avec Orléans, commune française du département du Loiret en région Centre-Val de Loire.

## Personnalités politiques et personnalités religieuses

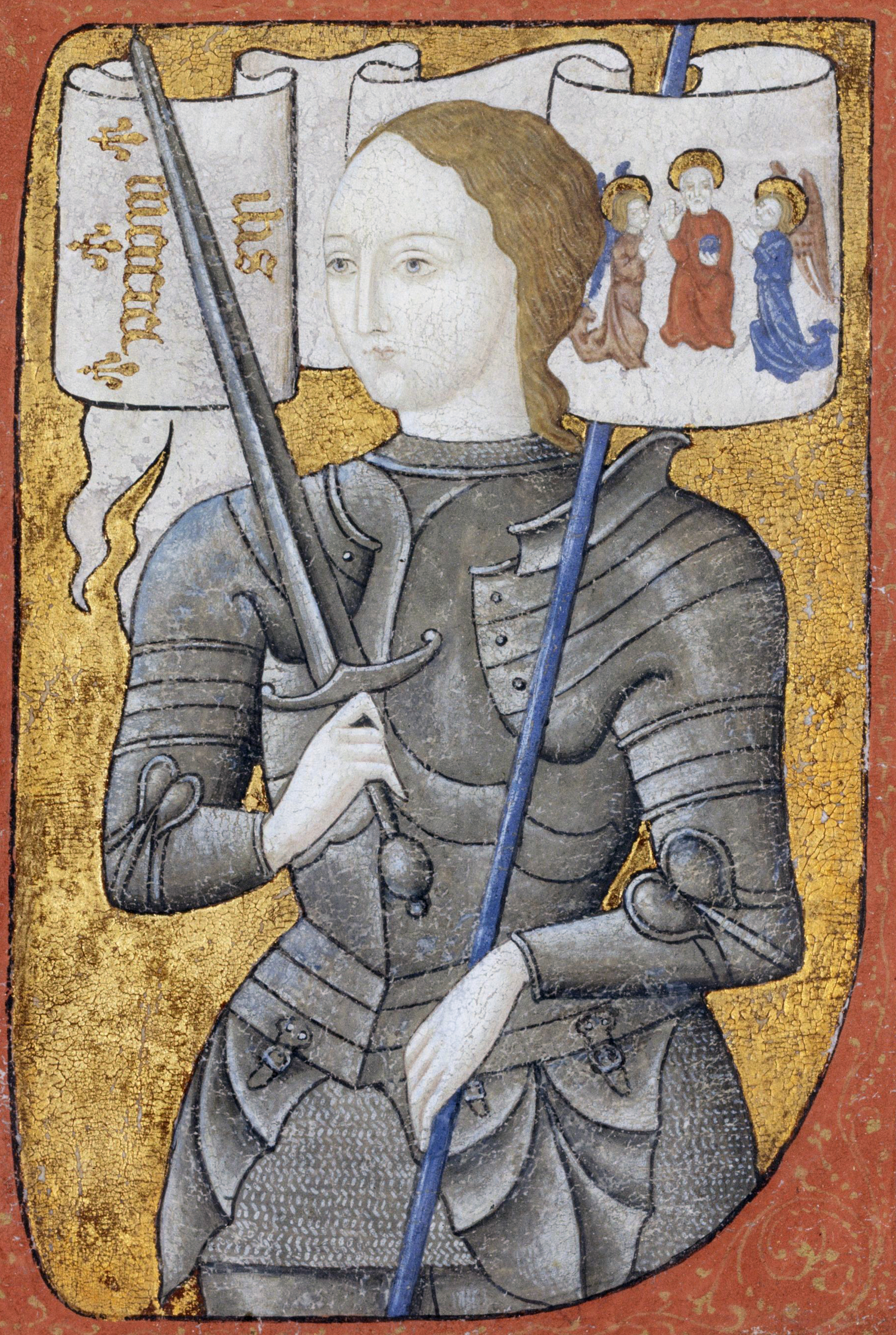
Jeanne d'Arc.

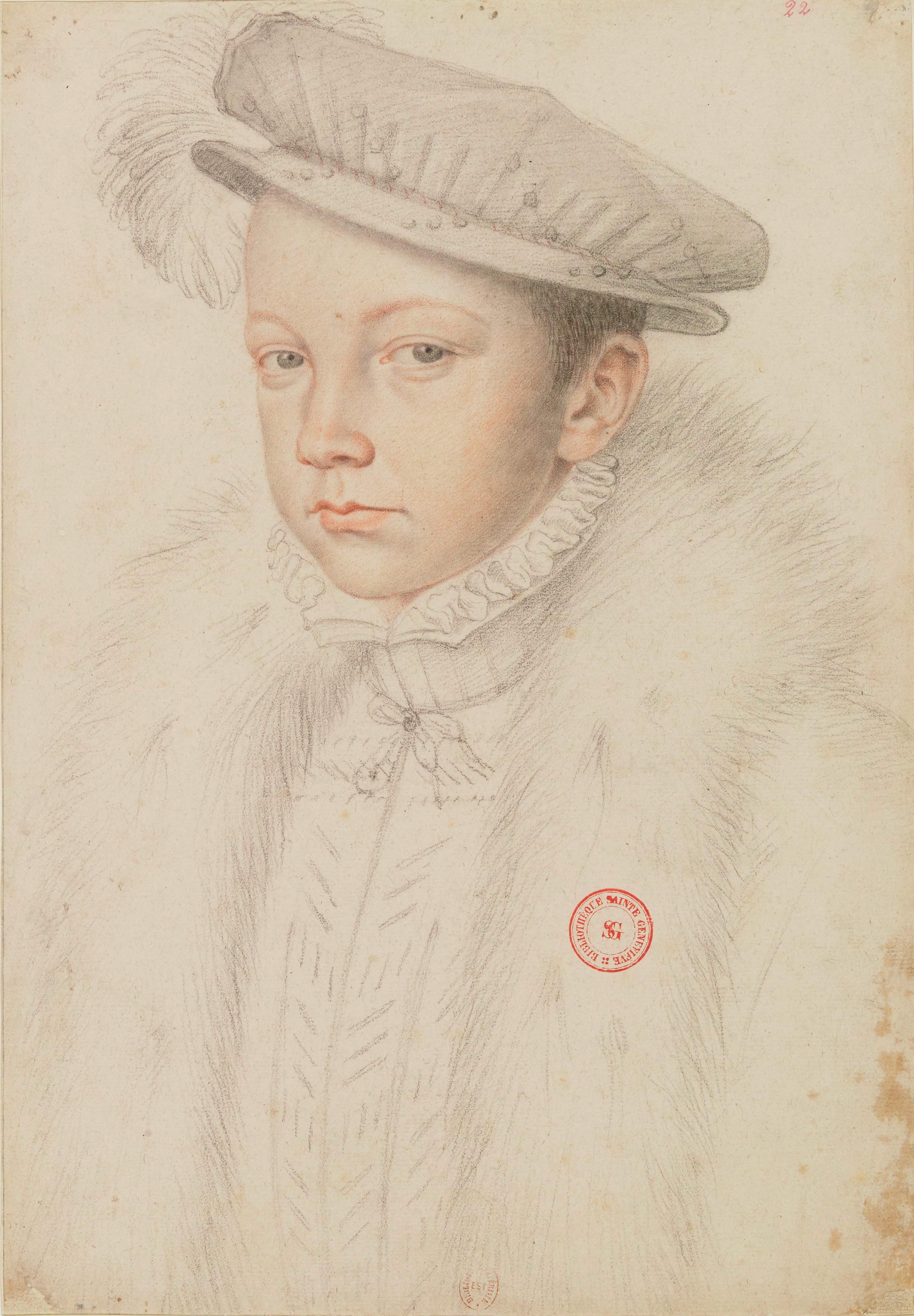
François II, roi de France.

- Jules César, qui cite Orléans (Cenabum) dans ses Commentaires sur la Guerre des Gaules, en tant qu'oppidum des Carnutes. Un soulèvement contre les Romains dans la cité est en effet à l'origine de son intervention en −52. Il brûle la cité et massacre ses habitants qui tentent de s'enfuir par le pont[1] ;
- Aurélien, empereur romain qui aurait donné son nom à Orléans (Aurelianum, Orliens, Orléans)
- saint Aignan, évêque d'Orléans (358-453). L'église était alors la seule structure sociale réellement présente (du fait du délitement progressif de l'empire). Les historiens de l'époque rapportent comment Aignan aida la ville à tenir face au siège mené par Attila, chef des Huns, en 451, puis partit chercher l'aide du général romain Aetius avant de revenir à Orléans, accompagné de l'armée romaine. Ils arrivèrent à temps pour sauver la ville assiégée. Les Huns, pourchassés, furent battus peu de temps après, lors de la bataille des champs Catalauniques, en Champagne ;
- Théodulfe, missus dominicus et conseiller de Charlemagne, abbé de Fleury (Saint-Benoît-sur-Loire), évêque d'Orléans, intellectuel, lettré, humaniste de la Renaissance carolingienne ;
- Hugues Capet, comte d'Orléans, roi des Francs (987-996), premier souverain de la dynastie capétienne (dont certains héritiers sont toujours actuellement monarques), fit emprisonner le dernier carolingien au châtelet d'Orléans, associa son fils Robert II à la couronne en la cathédrale d'Orléans ;
- Robert Le Pieux, roi de France né et associé au trône à Orléans ;
- Louis VI le Gros (1081-1137) est sacré roi de France dans la cathédrale d'Orléans en 1108 ;
- Philippe 1er (1052-1108), roi de France, enterré dans l'abbaye de Fleury (Saint-Benoît-sur-Loire) près d'Orléans. Tombe non profanée, pierre tombale toujours visible ;
- Clément V, pape, étudiant à Orléans, a fondé officiellement l'université d'Orléans par une bulle en 1306 ;
- Jean Stuart de Derneley ou John Stewart of Darnley (1365-1429), connétable d'Écosse et allié de Jeanne d'Arc, est enterré avec son épouse dans la cathédrale d'Orléans[2] ;
- Jeanne d'Arc (1412-1431) délivra Orléans en 1429 et est largement considérée comme l'héroïne de la ville ;
- Jean de Dunois, « le bâtard d'Orléans », chef de guerre et compagnon de Jeanne d'Arc. Il a donné son nom à un quartier de la ville ;
- Charles Ier d'Orléans (1394-1465), duc d'Orléans, célèbre poète ;
- Louis XI, roi de France (1461-1483), qui vénérait particulièrement saint Aignan, patron de la ville aux yeux de l'Église. Il finança la reconstruction de l'église royale de Saint-Aignan d'Orléans détruite pendant la guerre de Cent Ans. Il accorda d'autres privilèges à cette importante collégiale et se fit construire un hôtel particulier toujours visible près de celle-ci[3]. Il est enterré en la basilique Notre-Dame de Cléry-Saint-André, près d'Orléans
- Louis XII, duc d'Orléans, roi de France (1498-1515) ;
- Jean Calvin (1509-1564), réformateur ;
- François II, roi de France, y meurt en 1560 ;
- François de Guise, duc de Guise, chef du parti catholique pendant les guerres de Religion, mort pendant le siège d'Orléans ;
- Isaac Jogues (1607-1646), missionnaire ;
- Marie-Louise d'Orléans (1627-1693), petite-fille d'Henri IV, fille de Gaston d'Orléans et cousine de Louis XIII. Elle organisa la résistance parisienne au cours de la Fronde.
- Charles Nicolas Beauvais de Préau (1745-1794), député montagnard de l'Assemblée nationale législative et de la Convention, né à Orléans, décédé à Montpellier des suites des sévices infligés, pendant sa captivité à Toulon, par des insurgés refusant le régime de Terreur révolutionnaire.
- Léonard Bourdon (1754-1807), conventionnel sous la Terreur (jacobin, montagnard), puis pendant la période thermidorienne ;
- François Bignon (1789-1863), négociant et homme politique français, né à Orléans ;
- Amédée Thayer (1799-1868), homme politique français ;
- André Dessaux (1887-1945), dirigeant de la vinaigrerie Dessaux, entreprise familiale fondée en 1789, résistant, arrêté par la Gestapo avant d'être déporté, puis maire d'Orléans en 1945.
- René François Schneyder (1894-1972), administrateur en Indochine ;
- Pierre Ségelle (1899-1960), ministre de la Santé dans le gouvernement provisoire (1946-1967), ministre du Travail lors de la création du SMIG (1949-1950), maire d'Orléans (1954-1959) ;
- Robert Bothereau (1901-1985), futur secrétaire de Force ouvrière entre 1948 et 1963, fut le secrétaire de la bourse du travail d'Orléans ;
- Roger Secrétain (1902-1982), journaliste, écrivain et homme politique, maire d'Orléans (1959-1971) ;
- Jean Zay (1904-1944), homme politique, ministre de l'Éducation nationale du Front populaire ;
- Segundo Blanco (1899-1957), homme politique et anarchiste espagnol, ministre de l'Instruction publique du dernier gouvernement républicain, trouve refuge à Orléans en 1939;
- Pierre Chevallier (1909-1951), homme politique ;
- François-Yves Guillin, résistant né en 1921 à Orléans ;
- Jean-Marie Lustiger (1926-2007), élève du lycée Pothier de 1939 à 1944, a été évêque d'Orléans entre 1979 et 1981 ;
- Ibni Oumar Mahamat Saleh (1949-disparu en 2008) ancien étudiant et docteur de l'université d'Orléans, homme politique tchadien ;
- Jean-Pierre Sueur (1949-), questeur du Sénat et ancien maire d’Orléans
- Anne Lauvergeon (1959-), ancienne directrice d'Areva, y passe une partie de son enfance et a étudié au lycée Voltaire ;
- Serge Grouard (1959-), actuel maire d’Orléans.
- Olivier Carré (1961-), maire d’Orléans de 2015 à 2020.
- Philippe Juvin, né le 1er février 1964 à Orléans, homme politique français, maire de La Garenne-Colombes (92250) (LR) et député européen (PPE) depuis 2009 ;

## Armée
- Ebbes de Déols, Ebbes le Noble, est un noble du Haut Moyen Âge, fondateur de la maison de La Châtre, mort en 935 (meurt en combattant les Hongrois à Orléans en 935.)
- Jacques Quétard de La Porte (1746-1822), général des armées de la République et de l'Empire y est né.
- Thomas O'Meara (1750-1819), comte de Baane, général des armées de la République et de l'Empire, né à Dunkerque, décédé à Orléans.
- Pierre Barbier (1759-1825), général des armées de la République et de l'Empire, né à Artenay, décédé à Orléans.
- François L'Huillier de Hoff (1759-1837), général des armées de la République et de l'Empire.
- François Muller (1764-1808), général des armées de la République, né à Sarrelouis,décédé à Orléans.
- Charles Théodore Beauvais de Préau (1772-1830), fils du député montagnard Charles Nicolas Beauvais de Préau, général des armées de la République et de l'Empire, écrivain militaire, né à Orléans, décédé à Paris.
- Jean-Pierre Doguereau (1774-1826), général des armées de la République et de l'Empire ;
- François Anselme (1809-1867), général français ;
- Gontran Gauthier (La Couronne 1906 - Orléans 1966), Maître électricien sur le sous-marin Rubis, Compagnon de la Libération.
- Jean Laquintinie (Orléans 1909 - Yaoundé 1941), médecin de la Colonne Leclerc en AEF, Compagnon de la Libération[4]
- Philippe Ragueneau (1917-2003), résistant, Compagnon de la Libération[5]
- René Dalmon (1917-2003), résistant.

## Musique
- Johannes Tinctoris (v. 1435-avant 1511), théoricien de la musique et compositeur, originaire du Brabant wallon. Étudiant en droit à l'Université d'Orléans, il y fut élu procurator (c'est-à-dire représentant) des étudiants de la Nation germanique de cette université. Parallèlement, de 1460 à 1465, il exerça comme maître de musique (maître de chapelle) de la cathédrale ;
- Eloy d'Amerval (fl. 1455-1508), compositeur et poète, d'abord chantre au service de la cour de Savoie, sous l'autorité du compositeur Guillaume Dufay, avant d'être attaché à la cour du poète Charles d'Orléans. Ensuite, il exerça comme maître de musique de la collégiale Saint-Aignan d'Orléans, puis de la cathédrale Sainte-Croix d'Orléans. Il semble qu'il ait exercé ensuite à la cour des Sforza à Milan. En 1480 il était à Saint-Hilaire de Poitiers. Il est connu (entre autres) comme l'auteur de motets, actuellement perdus, composés en 1483 et destinés à être chantés à l'occasion de la Fête du 8 mai à Orléans (célébrée tous les ans à partir du 8 mai 1429, date de la libération de la ville par Jeanne d'Arc) ;
- Richard Crassot (v. 1530-après 1581), compositeur et maître de musique de la cathédrale (1573), avait auparavant harmonisé le Psautier de Genève à 4 voix (psautier calviniste, éd. Lyon, 1564) ;
- Abraham Fourdy (v. 1560 ?-1637), compositeur, lauréat du Puy de musique d'Évreux (1587), un important concours de composition créé par l'organiste du roi, Guillaume Costeley. Fourdy exerça à la collégiale Saint-Aignan et plus brièvement à la cathédrale ;
- Charles d'Ambleville, compositeur, né dans le diocèse d’Évreux, le 6 juin 1588. Mort à Rouen le 6 juillet 1637. En 1626 et 1629 au moins, il s'occupait des affaires temporelles du collège des Jésuites d'Orléans (l'ancêtre du lycée Pothier). Il y était certainement aussi maître de musique. Comme bien d'autres à cette époque il ne publia sa musique (dans son cas novatrice) que vers la fin de sa vie (1634, 1636).
- Pierre Gaultier (1599-après 1638), luthiste ;
- Henri de Launay (ou Delaunay), « maître ès arts de musique et mathématiques », luthiste et compositeur. Auteur de pièces pour luth dont la célèbre Cascade (Chaconne, ou Cascade de Mr de Launay) qui avait pu être également attribuée à Ennemond Gaultier (1575-1651) ;
- Pierre Tabart (1645-1716), compositeur, né à Chinon, fut Orléanais de 1679 à 1683, en tant que maître de musique de la cathédrale, avant de participer au concours de recrutement organisé par Louis XIV pour assurer quatre postes de sous-maîtres exerçant par quartiers à la chapelle royale de Versailles en 1683 ;
- Guillaume Minoret (Paris, 1650-Versailles, 1720), compositeur, maître de musique de la cathédrale Sainte-Croix, puis de Saint-Germain-l'Auxerrois, à Paris et enfin, de la chapelle royale de Versailles ;
- Jean-Baptiste Morin (1677-1745), compositeur, créateur de la cantate française ;
- Pierre-César Abeille, maître de musique de la cathédrale d'Orléans en 1713. Il a participé à la composition d'un recueil de Cantiques spirituels conservés en manuscrit à la médiathèque d'Orléans.
- Louis Homet (1691-1767), compositeur, maître de musique de la cathédrale d'Évreux, puis de la cathédrale d'Orléans, de Notre-Dame de Chartres et enfin de Notre-Dame de Paris. Également (re)fondateur et maître de l'Académie de musique d'Orléans (ancêtre du conservatoire).
- Christophe Moyreau (1700-1774), organiste, claveciniste, compositeur ;
- Jean Robert (1705-1770), maître de danse et compositeur[6] ;
- Sa fille, Marie-Louise Robert-Geuffronneau (1729-1780), compositrice dans le même domaine que son père[7] ;
- Charles Hérissé (1737-1817), compositeur ;
- François Giroust (1738-1799), compositeur ; surintendant de la musique de Louis XVI, puis auteur d'hymnes républicains ;
- Nicolas Lupot (1758-1824), luthier, le « Stradivarius français » ;
- Jean Théophile Eichner[8] (en Silésie, v. 1738-Orléans, 1818), compositeur d'origine allemande. D'abord à Paris dès la fin du règne de Louis XV, puis attesté à Orléans à partir de 1799 ;
- Sébastien Demar (1763-1832), pianiste, organiste, compositeur et chef d'orchestre, d'origine allemande ;
- Félix Cazot (1790-1857), pianiste, pédagogue, compositeur ;
- Marius Gueit (1808-1862), organiste, violoncelliste, compositeur ;
- Frédéric Brisson (1821-1900), pianiste, compositeur et pédagogue ;
- Alfred Dufresne (1821-1863), compositeur et auteur dramatique français ;
- Juliette Dillon (1823-1854), organiste, pianiste, compositrice et journaliste musicale ;
- Henri Victor Tournaillon (1832-1887), organiste, compositeur ;
- Édouard Destenay (1850-1924), militaire et compositeur ;
- Edouard Mignan (1884-1969), organiste et compositeur ;
- Pierre Jamet (1893-1991), fils du peintre Henri Jamet, harpiste, né à Orléans ;
- René Berthelot (1903-1999), directeur honoraire du conservatoire d'Orléans, compositeur, chef d'orchestre, violoncelliste, écrivain, conférencier ;
- Sloane, chanteuse de variétés, née en 1957 ;
- Yves-Marie Pasquet, compositeur, né à Orléans en 1947 ;
- Claude-Henry Joubert, né en 1948, directeur du conservatoire d'Orléans, directeur du centre de pédagogie musicale de La Villette à Paris, professeur de musique de chambre, altiste, compositeur, écrivain, conférencier ;
- Philippe Pouquet (1949- ), violoncelliste, diplômé du Conservatoire d'Orléans, du Conservatoire de Paris, 1er violoncelle de l'Orchestre symphonique de Cannes et diplomate ;
- François-Henri Houbart, né à Orléans en 1952, organiste de l'église Sainte-Marie-Madeleine de Paris depuis 1979 ;
- Véronique Gens, chanteuse lyrique, y est née en 1966 ;
- Julien Joubert, compositeur né en 1973, professeur, conférencier, fils de Claude-Henry ;
- Clément Joubert, chef d'orchestre né en 1976, conférencier, fils de Claude-Henry ;
- Le compositeur Philippe Fénelon et le philosophe Pascal Engel ont été élèves du lycée Pothier ;
- La Jarry, groupe de rock originaire d’Orléans fondé par deux frères Benoît Pourtau et David Pourtau ;
- Dosseh (né le 30 janvier 1986), rappeur ;
- Niro (né à Orléans le 8 juillet 1987), rappeur ;
- Ridsa (né le 16 octobre 1990), chanteur et rappeur.
- Vegedream, chanteur et rappeur

## Arts plastiques

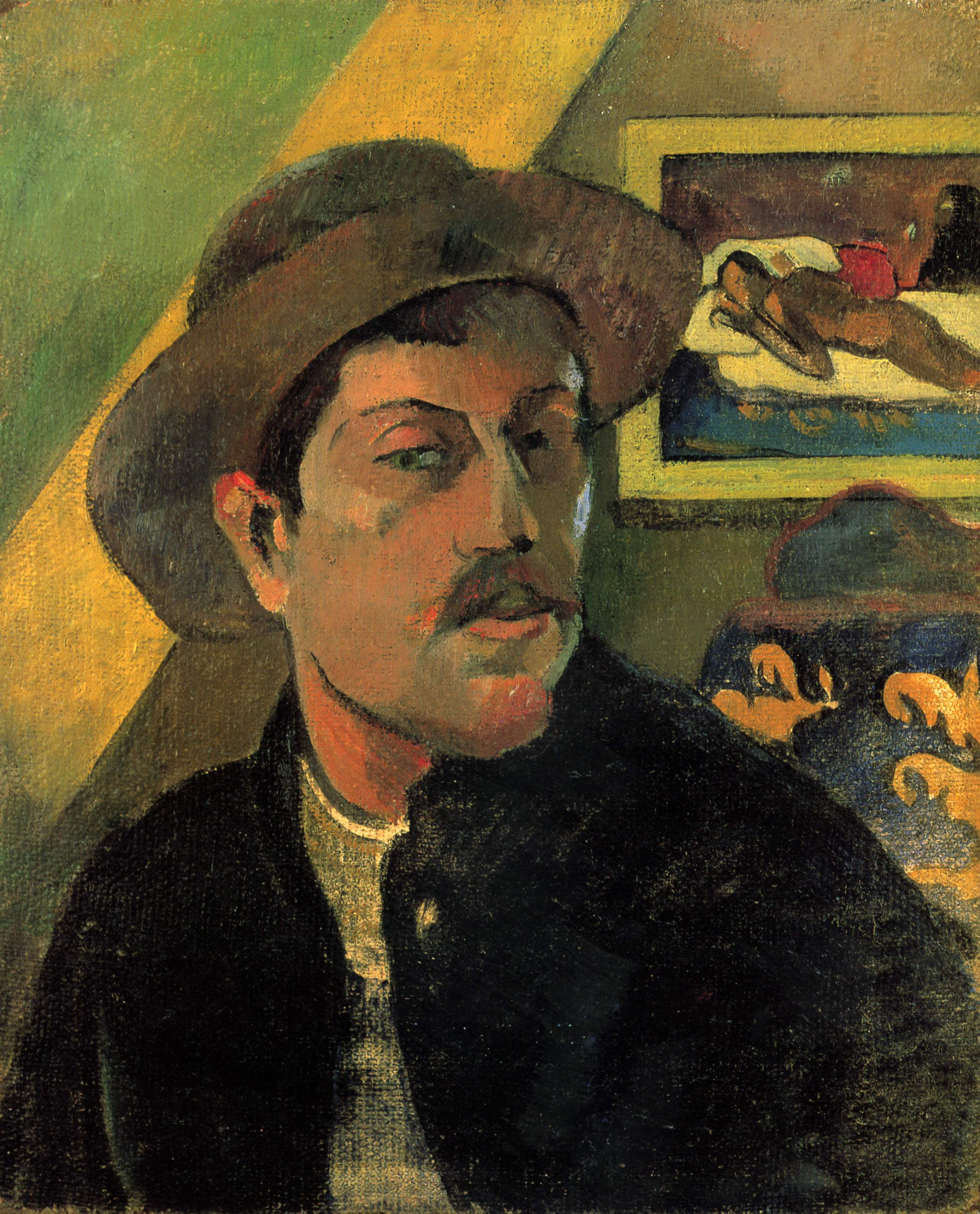
Paul Gauguin.

- François Marchand (1500-1551), sculpteur ;
- Bon Boullogne (1649-1717), peintre ;
- Jean Moyreau (1690-1762), graveur français ;
- Gabriel Huquier (1695-1772), graveur français ;
- Aignan-Thomas Desfriches (1715-1800), dessinateur français ;
- Jean Bardin (1732-1809), peintre, professeur à l'École de dessin d'Orléans ;
- Jean-Marie Delaperche (1771-1843), artiste peintre ;
- Louis-Alexandre Romagnesi (1776-1852), sculpteur ;
- François-Narcisse Pagot (1780-1844), architecte de la ville ;
- Jacques Pierre François Salmon (1781-Orléans, 1855), artiste peintre, professeur de dessin ;
- Edmée Brucy (1795-1826), artiste peintre native d'Orléans
- Louis-Vincent Fouquet (1798-1880), artiste peintre né à Orléans
- Alexandre Antigna (1817-1878) peintre réaliste né à Orléans, dans le sillage de Courbet. Une douzaine de toiles de cet artiste sont exposées au musée des beaux-arts d'Orléans, dont le célèbre Incendie. Au musée d'Orsay : L’Éclair et La Fête-Dieu. Antigna est aussi représenté dans de nombreux musées de province, ainsi qu'à l'étranger, dans des collections particulières ;
- Narcisse Rabier (1829 - Orléans, 1919), peintre, membre de la Société des amis des arts d'Orléans. Il habitait quai des Augustins, no 8 puis 10.
- Gaston Nouël de Buzonnière (1834-?), sculpteur français.
- Octave de Champeaux (1837-1903), artiste peintre né à Orléans, peintre de la marine ;
- Georges Lafenestre est né le 5 mai 1837 à Orléans, poète, critique d'art membre de l'Institut, conservateur du musée du Louvre, décédé à Bourg-la-Reine le 19 mai 1919
- Paul Gauguin (1848-1903) a vécu à Orléans (entre 1855 et 1862) au 25, quai Neuf, actuel quai de Prague; il a également été élève au lycée Impérial -devenu plus tard lycée Pothier- (1864-1865) où il a eu pour professeur de dessin l'artiste orléanais Charles Pensée ;
- Fernand Auguste Besnier (1850-1927) artiste né dans cette ville ;
- Maurice Boutet de Monvel (1851-1913), peintre et illustrateur, y est né ;
- Henri Jamet (1858-1940), peintre, professeur à l'École de dessin d'Orléans ;
- Félicie d'Estienne (1864-1942), peintre, née à Orléans ;
- Maxime Didier (1876-1918), sculpteur ;
- Gaston d'Illiers (1876-1932), sculpteur ;
- Maurice Asselin (1882-1947), artiste peintre, lithographe et aquafortiste, y est né ;
- Germaine Chénin-Moselly (1902-1950), artiste graveur, fille du précédent, qui y naquit ;
- Louis-Joseph Soulas (1905-1954)[9], peintre-graveur ;
- Roger Toulouse, peintre, né en 1918 et mort en 1994 à Orléans ;
- Bernard Foucher, peintre, sculpteur, créateur de vitraux, né en 1944 et mort en 2020 à Orléans ;
- Bruno de Monès, photographe d'art né à Orléans en 1952 ;
- Thomas Vuille, plasticien, y a créé le M. Chat, effigie présente sous forme de tags sur de nombreux murs orléanais et qui a essaimé internationalement[10].

## Littérature
- Guillaume Budé (1467-1540) écrivain humaniste ;
- Étienne Dolet (1509-1546) ;
- Florent Chrestien (1541-1596), écrivain ;
- Jean Claveret (1590-1666), dramaturge et traducteur ;
- Marie-Anne Barbier (Orléans, 1663-Paris, 1742), dramaturge et librettiste pour l'opéra ;
- Thémiseul de Saint-Hyacinthe (1684-1746), écrivain ;
- Philippe Laurens de Reyrac, mort à Orléans le 21 décembre 1782, est un ecclésiastique et écrivain français.
- Jean-Nicolas Bouilly (1763-1842), écrivain, librettiste, y fit ses études de droit ;
- Stanislas Julien (1799-1873), écrivain ;
- Charles Lassailly (1806-1843), écrivain romantique ;
- Charles Barbara (1817-1866), écrivain ;
- Gustave Vapereau (1819-1906), écrivain et encyclopédiste, né à Orléans ;
- Émile Moselly (1870-1918), écrivain, qui y vécut ;
- Gustave Lanson (1857-1934), critique littéraire ;
- Henri Lavedan (1859-1940), journaliste et auteur dramatique ;
- Jeanne Berta Semmig (1867-1958), poétesse allemande, née à Orléans ;
- Jacques de Thézac (1862-1936), né à Orléans, fondateur des abris du marin ;
- Georges Goyau (1869-1939), historien et essayiste ;
- Marcel Proust (1871-1922), écrivain, effectue son service militaire de 1889 à 1890 (Caserne Coligny). Il vécut également, pendant cette période, dans une pension située au 92, rue du Faubourg Bannier[11] ;
- Charles Péguy (1873-1914), écrivain, est né à Orléans ;
- Gaston Couté (1880-1911) y fit ses études au lycée Pothier et y rencontre son condisciple ;
- Pierre Mac Orlan (1882-1970) qui a sans doute élaboré son nom d'écrivain à partir du nom de la ville où il avait passé une partie de sa jeunesse : Pierre Mac ORL(é)AN(s) ;
- Rémy Beaurieux (1882-1951), écrivain et poète ;
- Henry Lachouque, historien napoléonien, y est né le 28 août 1883.
- Maurice Genevoix (1890-1980), interne au lycée Pothier ;
- Georges Bataille (1897-1962) y travailla plusieurs années en tant que conservateur de la bibliothèque municipale ;
- Frank Holden, poète né en 1922 en Angleterre, et mort en 2012 à Orléans ;
- Gilles Deleuze (18 janvier 1925 - 4 novembre 1995), philosophe ; professeur agrégé en 1948, il enseigne au lycée Pothier d'Orléans ;
- Jacques Lacarrière (1925-2005), écrivain, a passé son enfance à Orléans ;
- Tristan Maya (1926-2000), écrivain et critique littéraire, a tenu une librairie à Orléans ;
- Jean-Jacques Sergent (1945-2011), éditeur et typographe, né et mort à Orléans ;
- Michel Schifres (né en 1946), journaliste, né à Orléans ;
- Jean-Louis Riguet (né en 1947), écrivain, notaire à Orléans de 1989 à 2015, vit à Saint-Hilaire ;
- Christian Jamet (né en 1951), écrivain et historien d'art ; il a enseigné au lycée Pothier d'Orléans en classes préparatoires aux grandes écoles ;
- Marie-Aude Murail (née en 1954), auteure de livres pour jeunes adultes, y vit ;
- Mohamed-Chérif Zerguine (né en 1963), écrivain algérien ; effectue sa scolarité à l'école de la Charpenterie, ensuite à celle du Château Gaillard, son collège à Anatole Bailly, puis son lycée à Sainte-Croix Saint-Euverte. Il y vécut 24 ans ;
- Yann Moix (né en 1968), écrivain, Prix Renaudot, y a passé sa scolarité ;
- Alexiane Thill (née en 1993), autrice, y est née.
- Mathilde Carly de Svazzema, correspondante de Courbet, y est née.

## Théâtre et cinéma
- Marie-Anne Barbier (1664-1742), autrice de théâtre née à Orléans, dont les pièces furent jouées à la Comédie-Française ;
- Jean-Baptiste Britard, dit « Brizard » (1721-1791), comédien de la Comédie-Française ;
- Lucien Jaquelux, pseudonyme de Lucien Toniet (1894-1946), décorateur et réalisateur, est né à Orléans ;
- Xavier (1948-1988) et Hubert Saint-Macary (né en 1949), acteurs, nés à Orléans ;
- Olivier Lejeune, acteur et humoriste né à Orléans en 1951 ;
- Erick Zonca (né en 1956), réalisateur, y est né[12] ;
- Michel Vuillermoz, acteur, y est né en 1963[12] ;
- Nathalie Simon, animatrice de radio et de télévision, née à Neuilly-sur-Seine en 1964, a passé son enfance à Orléans et a étudié au lycée Saint-Charles ;
- Yann Moix (1968-), écrivain et réalisateur ayant grandi à Orléans ;
- Marion Cotillard, originaire du nord du département, élève au lycée Voltaire à Orléans et 1er prix du conservatoire d'Orléans ;
- Laure Calamy, actrice, est née à Orléans en 1975
- Emmanuelle Boidron, actrice française est née le 4 août 1978 à Orléans ;
- Robert Plagnol, acteur français[13].

## Sciences

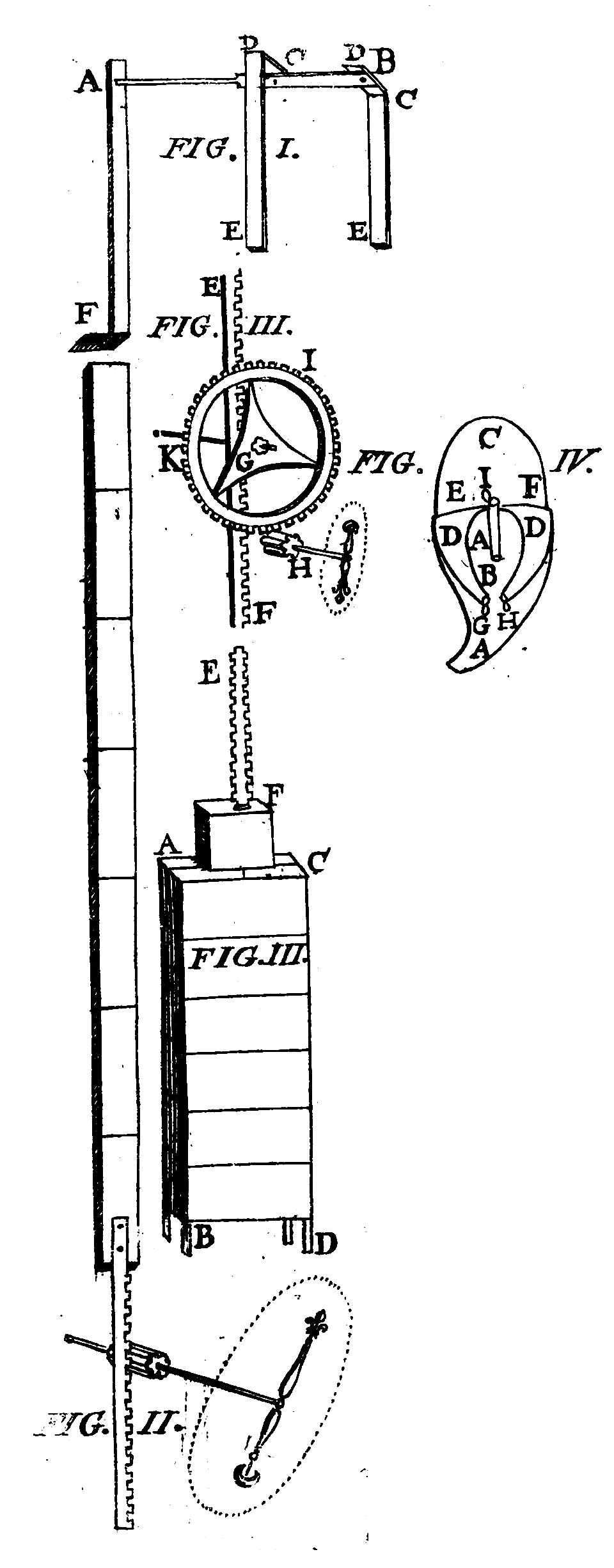
1678, Jean de Hautefeuille tenta lui aussi de construire un système mécanique à mouvement perpétuel

- Pierre de Fermat (entre 1601 et 1608-1665), mathématicien ;
- Étienne de Flacourt (1607-1660), administrateur, géographe, naturaliste ;
- Nicolas Amelot de La Houssaye (1634-1706), historien ;
- Jean de Hautefeuille (1647-1724), prêtre, physicien et inventeur français né et mort à Orléans. Contribua entre-autres dans le domaine de l'horlogerie moderne "au même titre que Robert Hooke" à l'amélioration du mécanisme de régulation de la marche en proposant dès 1674 l'utilisation d'un balancier spiral en place du pendule à torsion usité jusque-là pour la fabrication des premières montres portables de l'époque[14]. Idée reprise par Christiaan Huygens et perfectionnée un an plus tard avec la première réalisation breveté du mécanisme en 1675[15]. Cinq ans plus tard ce dernier reprit également l'idée précurseur de Hautefeuille d'utiliser le piston comme force motrice dans un moteur à combustion interne[16]. Pionnier malheureux mis en défaut par sa fougue qui le poussa souvent à publier ses idées avant même de leur avoir donné tous les développements nécessaires, en résulte de lui une image d'un inventeur suranné dans son approche scientifique mais pourtant au combien novatrice[17]. En témoigne cette autre invention, pour la partie occidentale du moins, du tout premier sismographe en 1703[18].
- Louis Daniel Arnault de Nobleville (1701-1778), médecin, gambiste amateur ;
- Jean-Baptiste-Pierre Jullien de Courcelles (1759-1834), historiographe français, magistrat, président de l'administration des hospices, membre correspondant de la société des sciences, arts et belles-lettres de la ville d'Orléans, administrateur en chef de l'Asile royal de la Providence à Paris et généalogiste honoraire du roi ;
- Antoine Petit (1722-1794), médecin ;
- Auguste de Saint-Hilaire (1779-1853), botaniste et explorateur né à Orléans et mort en Sologne à Sennely ;
- Louis Pasteur (1822-1895) y travailla et découvrit la bactérie permettant la formation de vinaigre à partir du vin. Il présenta ses travaux en 1867, à la salle de l'Institut à Orléans ;
- Alfred Cornu, (1841-1902), né à Orléans, physicien ;
- Albert Gombault (1844-1904), né à Orléans, médecin, neurologue élève de Charcot ;
- Maurice Caudel (1871-1950), né à Orléans, historien, professeur d'histoire à l'École libre des sciences politiques à Paris de 1901 à 1940, bibliothécaire de 1910 à 1919, collaborateur à la Revue des sciences politiques.
- René Barthélemy (1889-1954), l'un des inventeurs de la télévision, étudia au lycée Pothier.
- Georges Bodet (1928-2016), né à Orléans, historien régionaliste et professeur agrégé, auteur d'ouvrages sur l'histoire de l'Anjou et des Relais de poste.
- Jean-Pierre Chaline (né en 1939), historien français contemporain, spécialiste de l'histoire de la Normandie.

## Sport

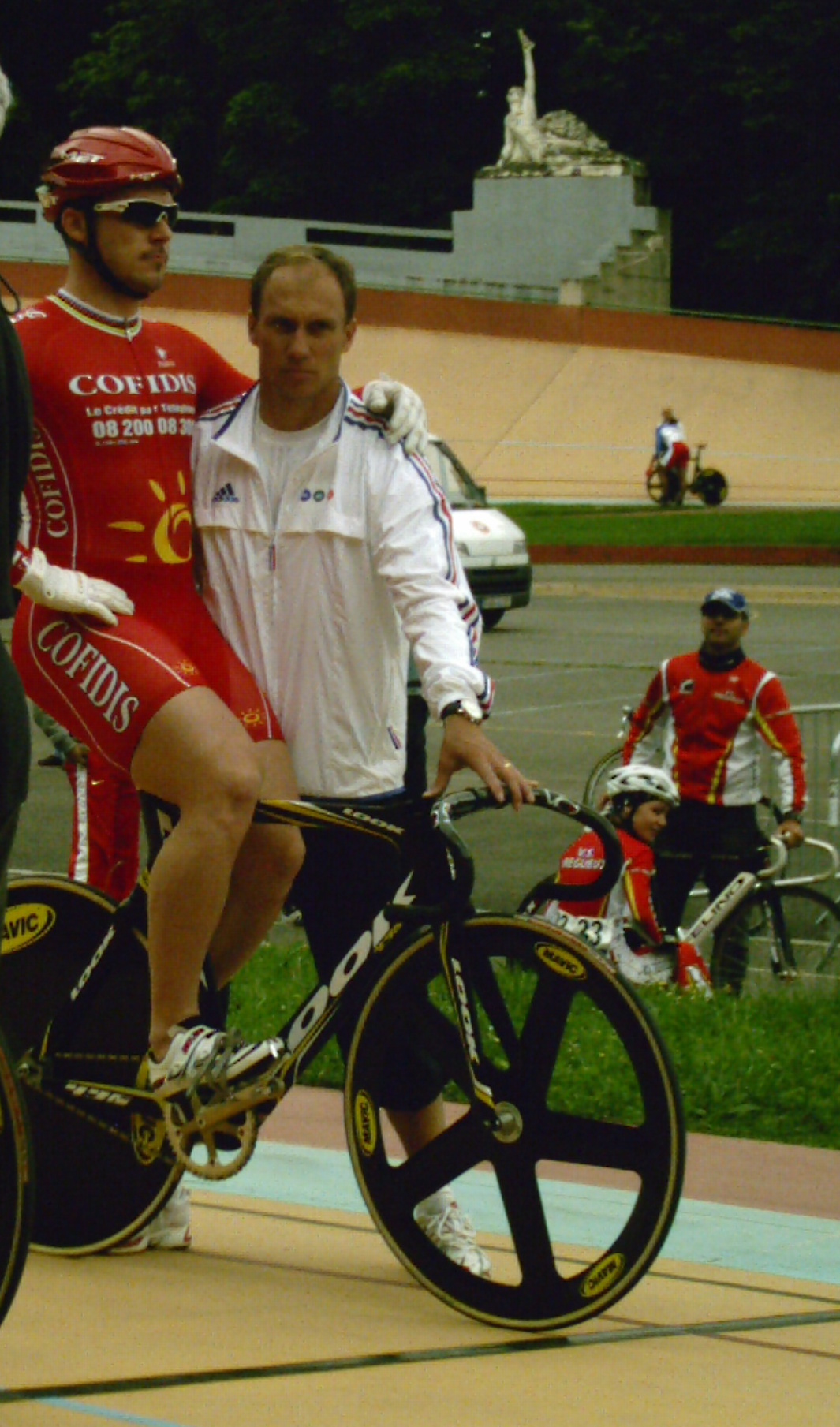
Florian Rousseau, entraîneur de l'équipe de France de sprint.

- Bruno Germain (né en 1960), footballeur professionnel, y est né ;
- Vincent Labrune (né en 1971), président de l'Olympique de Marseille de 2011 à 2016, y est né ;
- Reynald Pedros (né en 1971), footballeur professionnel, y est né ;
- Florian Rousseau (né en 1974), un des plus grands Pistard de tous les temps (13 championnats mondiaux et titres olympiques), y est né ;
- Anthony Rodriguez (né en 1979), judoka français évoluant dans la catégorie des moins de 81 kg (poids mi-moyens), licencié au club de l'US Orléans judo, y est né ;
- Mehdi Khaldoun (né en 1980), judoka français, y est né ;
- Sami El Gueddari (né en 1984), nageur handisport, y est né ;
- Pierre Rolland (né en 1986), cycliste professionnel, a commencé sa carrière au Cercle Gambetta d'Orléans ;
- Aaron Cel (né en 1987), basketteur professionnel au Twarde Pierniki Toruń et international polonais, y est né ;
- Abdoulaye M'Baye (né en 1988), basketteur professionnel, y a grandi ;
- Florian Thauvin (né en 1993), footballeur français à l'Udinese Calcio, y est né ;
- Tidiane Diallo (né en 2006), footballeur franco-algérien.
- Marie N'Goussou (née en 2008), athlète handisport, y est née.

## Professions diverses

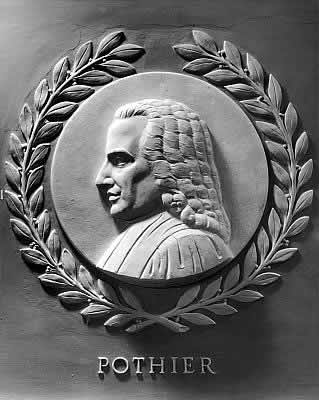
Robert-Joseph Pothier.

- Michel Vandebergue (1668-1725), raffineur, marchand bourgeois, échevin ;
- Robert-Joseph Pothier (1699-1772), jurisconsulte ;
- Daniel Jousse (1704-1781), juriste, y est né, y a enseigné et y est décédé ;
- Charles François Tassin de Charsonville (1723-1804), grand-maître des Eaux & Forêts de la généralité d'Orléans, propriétaire de La Grande Babylone rue d'Escures et maître d'ouvrage des hôtels situés 1 et 3 rue de La Bretonnerie réalisés par l'architecte Pierre-Adrien Pâris ;
- Prosper Augustin Tassin de Charsonville (1728-1814), propriétaire de raffineries de sucre et capitaine des chasses en Sologne du duc d'Orléans ;
- Louis Ripault (savant orientaliste) (1775-1823), philologue et antiquaire français, né à Orléans ;
- Pierre Estienne (1855-1907), pédagogue, a dirigé l'école normale d'instituteurs d'Orléans de 1896 à 1903.
- Ferdinand-Léon Delagrange (1872-1910), pionnier de l'aviation et sculpteur, né à Orléans ;
- Marie Houdré (1883-1982), docteure en médecine française, née à Orléans ;